# Districtul Wiang Kao
Wiang Kao (în thailandeză เวียงเก่า) este un district (Amphoe) din provincia Khon Kaen, Thailanda, cu o populație de 19.750 de locuitori și o suprafață de 286,0 km².

## Componență
Districtul este subdivizat în 3 subdistricte (tambon), care sunt subdivizate în 36 de sate (muban).
| Nr. | Nume                 | În thailandeză | Sate | Locuitori |  |
| --- | -------------------- | -------------- | ---- | --------- |  |
| 1.  | Nai Mueang           | ในเมือง         | 15   | 8,957     |  |
| 2.  | Mueang Kao Phatthana | เมืองเก่าพัฒนา    | 10   | 5,857     |  |
| 3.  | Khao Noi             | เขาน้อย         | 11   | 4,936     |  |